# World Athletics Indoor Tour 2021
Il World Athletics Indoor Tour 2021 è stata la sesta edizione del World Athletics Indoor Tour, serie di meeting internazionali indoor di atletica leggera organizzata annualmente dalla World Athletics.
Le discipline valide per questa edizione sono i 400 m, 1500 m, 60 m ostacoli, salto in alto e salto in lungo per gli uomini e 60 m, 800 m, 3000 m, salto con l'asta, salto triplo e getto del peso per le donne.
In questa edizione vennero introdotte le categorie Gold, Silver e Bronze per i meeting.

## I meeting

### Gold
| Nº | Meeting                               | Stadio                            | Sede            | Data        |
| -- | ------------------------------------- | --------------------------------- | --------------- | ----------- |
| 1  | Indoor Meeting - Karlsruhe            | Europahalle                       | Karlsruhe       | 29 gennaio  |
| 2  | 27. Banskobystrická latka             | Športová hala Dukla               | Banská Bystrica | 2 febbraio  |
| 3  | Meeting Hauts-de-France Pas-de-Calais | Arena Stade Couvert               | Liévin          | 9 febbraio  |
| 4  | New Balance Indoor Grand Prix         | Ocean Breeze Athl. Complex        | New York        | 13 febbraio |
| 5  | Copernicus Cup                        | Arena Toruń                       | Toruń           | 17 febbraio |
| 6  | Villa de Madrid                       | Centro Deportivo Municipal Gallur | Madrid          | 24 febbraio |

### Silver
| Nº | Meeting                       | Stadio                              | Sede         | Data        |
| -- | ----------------------------- | ----------------------------------- | ------------ | ----------- |
| 1  | American Track League 1       | Randal Tyson Indoor Center          | Fayetteville | 24 gennaio  |
| 2  | American Track League 2       | Randal Tyson Indoor Center          | Fayetteville | 31 gennaio  |
| 3  | ISTAF Indoor Düsseldorf       | ISS Dome                            | Düsseldorf   | 31 gennaio  |
| 4  | Czech Indoor Gala             | Atletická hala                      | Ostrava      | 3 febbraio  |
| 5  | ISTAF Indoor Berlin           | Mercedes-Benz Arena                 | Berlino      | 5 febbraio  |
| 6  | Meeting Metz Moselle Athlelor | L'Anneau-Halle d'athlétisme de Metz | Metz         | 6 febbraio  |
| 7  | Perche Elite Tour             | Complexe Kindarena                  | Rouen        | 6 febbraio  |
| 8  | American Track League 3       | Randal Tyson Indoor Center          | Fayetteville | 7 febbraio  |
| 9  | American Track League 4       | Randal Tyson Indoor Center          | Fayetteville | 21 febbraio |
| 10 | All Star Perche by Quartus    | Stadium Jean-Pellez                 | Aubière      | 27 febbraio |

### Bronze
| Nº | Meeting                          | Stadio                     | Sede         | Data           |
| -- | -------------------------------- | -------------------------- | ------------ | -------------- |
| 1  | Hvězdy v Nehvizdech              | Sportovní Hala             | Nehvizdy     | 5 febbraio     |
| 2  | Indoor Combined Events           | Lasnamäe Kergejõustikuhall | Tallinn      | 6 - 7 febbraio |
| 3  | PSD Bank Indoor Meeting          | Helmut-Körnig-Halle        | Dortmund     | 7 febbraio     |
| 4  | Orlen Cup 2021                   | Atlas Arena                | Łódź         | 12 febbraio    |
| 5  | CMCM Indoor Meeting              | Coque Sport Center         | Kirchberg    | 13 febbraio    |
| 6  | IFAM Gent Indoor                 | Topsporthal Vlaanderen     | Gand         | 13 febbraio    |
| 7  | Meeting de l'Eure                | Stade couvert Jesse Owens  | Val-de-Reuil | 14 febbraio    |
| 8  | Serbian Open Indoor Meeting 2021 | Atletska dvorana           | Belgrado     | 24 febbraio    |

## Risultati (Gold)

### Uomini
| #         | Meeting         | 400 m                 | 1500 m                     | 60 m hs              | Salto in alto             | Salto in lungo                |
| 1         | Karlsruhe       | Marvin Schlegel 46"61 | -                          | Wilhem Belocian 7"49 | -                         | Juan Miguel Echevarría 8,18 m |
| 2         | Banská Bystrica | -                     | -                          | -                    | Gianmarco Tamberi 2,31 m  | -                             |
| 3         | Liévin          | -                     | Jakob Ingebrigtsen 3'31"80 | Grant Holloway 7"32  | -                         | Juan Miguel Echevarría 8,25 m |
| 4         | New York        | Michael Norman 45"34  | Oliver Hoare 3'32"35       | -                    | Trey Culver 2,33 m =      | -                             |
| 5         | Toruń           | -                     | Selemon Barega 3'32"97     | Grant Holloway 7"38  | Maksim Nedasekau 2,34 m = | -                             |
| 6         | Madrid          | Pavel Maslák 46"12    | Selemon Barega 3'35"42     | Grant Holloway 7"29  | -                         | Juan Miguel Echevarría 8,14 m |
| Vincitore | Vincitore       | Pavel Maslák 15 p.    | Selemon Barega 20 p.       | Grant Holloway 33 p. | Gianmarco Tamberi 15 p.   | Juan Miguel Echevarría 30 p.  |

### Donne
| #         | Meeting         | 60 m                    | 800 m                 | 3000 m                                       | Salto con l'asta      | Salto triplo                   | Getto del peso        |
| 1         | Karlsruhe       | Dina Asher-Smith 7"08 = | -                     | Beatrice Chepkoech 8'41"98                   | -                     | Liadagmis Povea 14,54 m        | Auriol Dongmo 19,65 m |
| 2         | Banská Bystrica | -                       | -                     | -                                            | -                     | -                              | -                     |
| 3         | Liévin          | Javianne Oliver 7"10 =  | Jemma Reekie 2'00"64  | Lemlem Hailu 8'32"55                         | Holly Bradshaw 4,73 m | -                              | Auriol Dongmo 19,18 m |
| 4         | New York        | Kayla White 7"15        | Ajee Wilson 2'01"79   | Elinor Purrier St. Pierre 9'10"28 (2 miglia) | Sandi Morris 4,60 m   | -                              | -                     |
| 5         | Toruń           | Javianne Oliver 7"08    | Habitam Alemu 1'58"19 | Lemlem Hailu 8'31"24                         | -                     | Paraskeuī Papachristou 14,60 m | -                     |
| 6         | Madrid          | -                       | Habitam Alemu 1'58"94 | Gudaf Tsegay 8'22"65                         | Iryna Žuk 4,67 m      | Tori Franklin 14,22 m          | -                     |
| Vincitore | Vincitore       | Javianne Oliver 20 p.   | Habitam Alemu 27 p.   | Lemlem Hailu 27 p.                           | Iryna Žuk 15 p.       | Liadagmis Povea 15 p.          | Auriol Dongmo 20 p.   |